# Edward Bruce

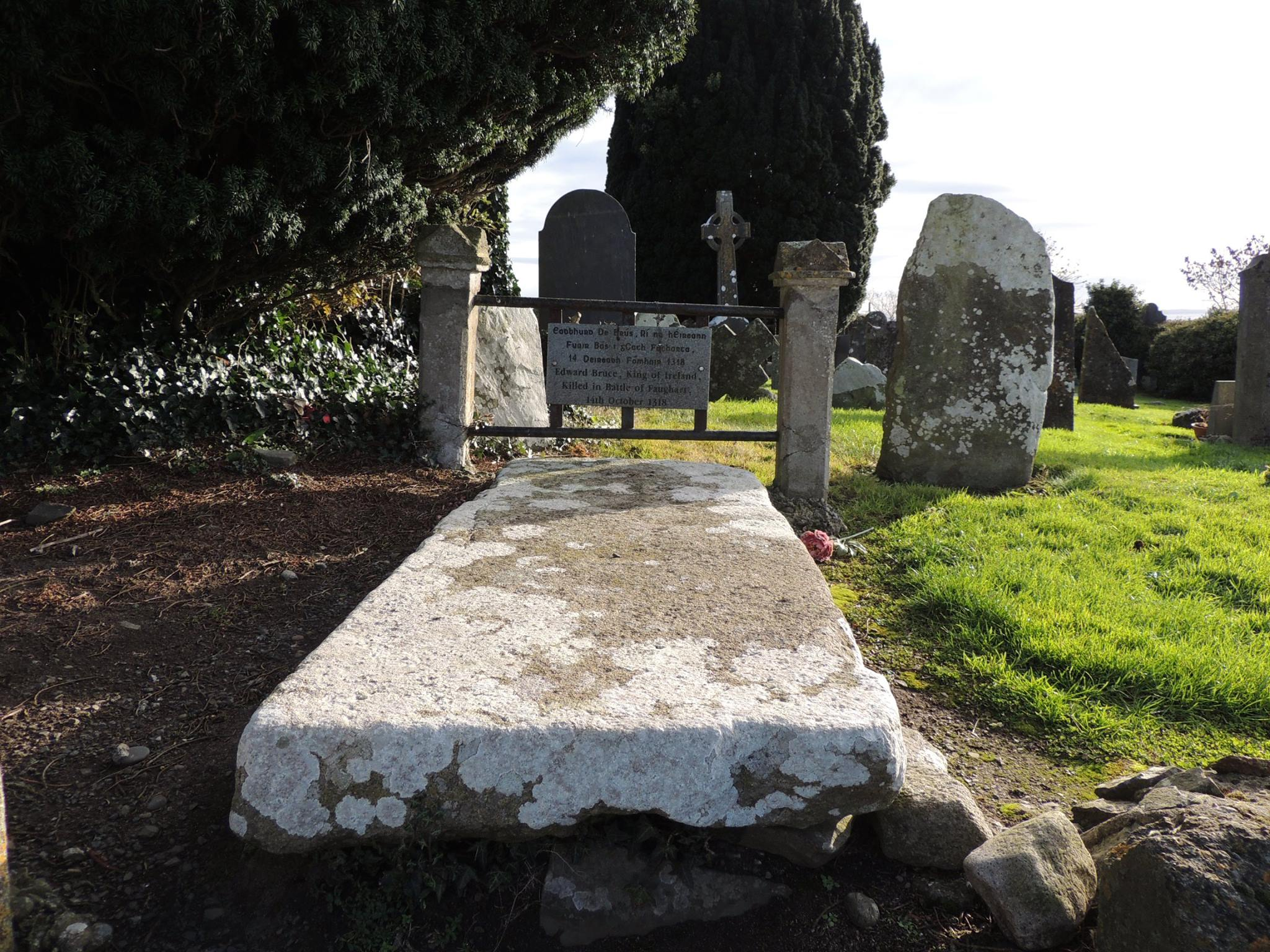
Graf van Edward de Bruce op de Faughart begraafplaats.

Edward the Bruce (Oud Frans: Edward de Brus; oud Gaelic: Edubard a Briuis; modern Schots Gaelic: Eideard or Iomhair Bruis; c. 1280 – 14 oktober 1318), was een jongere broer van koning Robert I van Schotland, die zijn broer steunde in de claim over het koningschap van Schotland, daarna dong hij zelf naar het koningschap van Ierland. Hij werd dan ook benoemd tot hoge koning van Ierland (1315-1318), maar werd uiteindelijk verslagen en gedood bij de slag van Faughart door John de Bermingham. Hij behield ook de Schotse titel van baron van Carrick.

## Levensloop
Hij was een zoon van Robert de Brus en Marjorie van Carrick. De geboortedatum en het geboortejaar van Edward is niet vast te stellen en wordt ook vaak verward met zijn andere broer Neil of Nial. Tijdens de Schotse onafhankelijkheidsoorlog werden zijn broers Nial, Alexander en Thomas allen gevangengenomen door de Engelsen en geëxecuteerd. Edward kon echter uit hun handen blijven. Hij speelde een belangrijke rol in het veroveren van enkele burchten in het zuidwesten van Schotland en stond zijn broer Robert bij in de Slag bij Bannockburn in juni 1314.
Tussen 1309 en 1313 had hij de titel Baron van Carrick in bezit, een titel afkomstig van zijn grootvader en moeder (gravin van Carrick), ook zijn broer Robert had deze titel enige tijd in zijn bezit voordat hij de Schotse troon besteeg. Uit een affaire en mogelijk huwelijk met Isabel, dochter van John de Strathbogie, 9de baron van Atholl, werd een zoon, Alexander de Brus geboren.

### Hoge koning
Ierland had geen Hoge koning gehad sinds Ruaidri mac Tairrdelbach Ua Conchobair in 1186. In de jaren erna waren de clans verdeeld, tot Brian O'Neill een poging ondernam tot Hoge koning, hij werd echter verslagen in 1260 bij de slag van Downpatrick. Donal O'Neill en andere Ierse clan leden zagen een mogelijkheid op onafhankelijkheid in Ierland te krijgen door de broer van de Schotse koning naar het eiland te halen en zo werd Edward de Brus in 1315 tot hoge koning van Ierland benoemd en stelde de Ieren zich tegen koning Eduard II van Engeland op, de oorspronkelijke heer van Ierland.
Tussen 1315 en 1318 streed Edward tegen de Engelse en Ierse sympathisanten op het eiland. Hij verloor echter het leven met de Slag bij Faughart in 1318.